# Volkswagen Bora HyMotion
Volkswagen Bora HyMotion er en prototype til en brint-brændselscellebil, som blev præsenteret i november 2000. Bilen er baseret på den i 1998 introducerede Volkswagen Bora med forbrændingsmotor.
Prototypen tankes med flydende hydrogen. En 28 kW PEMFC-brændselscelle fra Siemens danner derved den energi, som elmotoren med 75 kW bruger. Som backup fungerer en nikkel-metalhydrid-akkumulator. Med 50 liter flydende gas (ved -253 °C) har bilen et relativt stort brændstofforråd med en angivet rækkevidde på 350 km. Accelerationen fra 0 til 100 km/t er opgivet til 12,6 sekunder, og topfarten til 140 km/t. I de efterfølgende år gik man væk fra teknikken med flydende gas, hvorfor efterfølgeren Volkswagen Touran HyMotion fra 2004 i stedet benytter brint-trykgas.
Ud over Bora HyMotion blev der i joint venture med ETH Zürich og forskningsinstituttet PSI i Schweiz udviklet en yderligere prototype, nemlig Bora HyPower som blev præsenteret i januar 2002, og som arbejder med en højeffekt-kondensatorenhed (superkondensator) som backup.